# Huracà Gustav
Huracà Gustav va ser el segon huracà més destructiu de la temporada d'huracans de l'Atlàntic del 2008. La tempesta va ser el setè cicló tropical, el tercer huracà i el segon gran huracà de la temporada. Gustav va ocasionar seriosos desperfectes i morts a Haití, República Dominicana, Jaimca, les Illes Caiman, Cuba i els Estats Units. Gustav va causar almenys $6.600 milions (2008 USD) en danys. Gustav va provocar l'evacuació més gran registrada en la història dels Estats Units on 3 milions de persones fugien de l'huracà venidor.
Es va formar al matí del 25 d'agost de 2008 a 420 km al sud-est de Port-au-Prince, Haití, i ràpidament s'intensifica en una tempesta tropical a la tarda i en una huracà a principis del 26 d'agost. Més tard d'aquell dia va fer recalada a prop del poble haitià de Jacmel. Inundava Jamaica i devastava l'oest de Cubà, i posteriorment es movia a través del Golf de Mèxic.
S'estima que hi hagué un total de 153 morts que van ser atribuïts a Gustav en els Estats Units i el Carib. Les destrosses als Estats Units ascendiren als $4.300 milions (2008 USD) juntament amb un total de $2.100 milions a Cuba i $210 milions en danys a Jamaica.